# ツィラータール鉄道VS 5-7形客車
この項目では、オーストリアの鉄道路線（軽便鉄道）であるツィラータール鉄道で使用されている、車内の一部の床上高さを下げた低床客車とその同型車両について解説する。

## 概要
2005年4月、ツィラータール鉄道を運営するツィラータール交通会社（Zillertaler Verkehrsbetriebe AG）は、列車の快適性やバリアフリーの向上を目的にスロバキアのŽOSウルートキ（ŽOS Vrútky）との間に新型客車の発注に関する契約を交わした。
運転席が存在する制御客車と編成の中間に連結される中間客車の2種類が存在し、双方とも乗降扉（両開きプラグドア）を含めた車体の中央部分が床上高さ375 mmの低床構造となっている他、乗降扉下部には折り畳み式のスロープが搭載されており、バリアフリーの向上が図られている。また、視覚障害者への対応から音響信号や視覚障害者用にデザインされた各種スイッチも設置されている。車内には冷暖房双方に対応した空調が完備されており、屋根上には大型の空調装置が2基存在する。
車両の導入は2007年から始まり、2009年までに以下の車両が導入された。以降は同時期に導入されたディーゼル機関車（D 13-16 "Lupo"）を始めとした動力車や既存の客車と編成を組む形で営業運転に用いられている。
- 2007年導入 - VS 5（制御客車）、B4 34（中間客車）
- 2008年導入 - VS 7（制御客車）、B4 35、B4 36（中間客車）
- 2009年導入 - VS 6（制御客車）、B4 37、B4 38（中間客車）

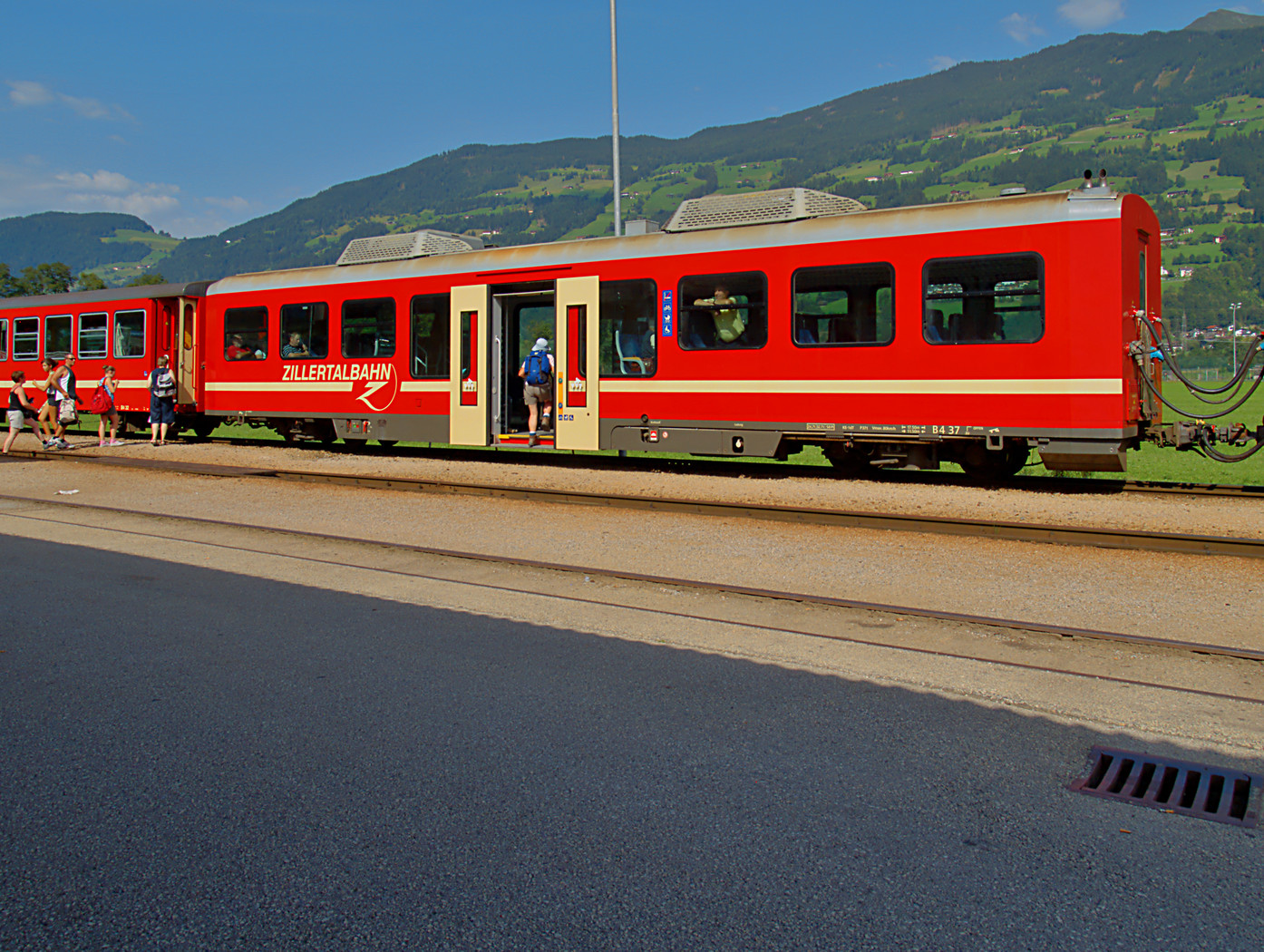
B4 37（2011年撮影）
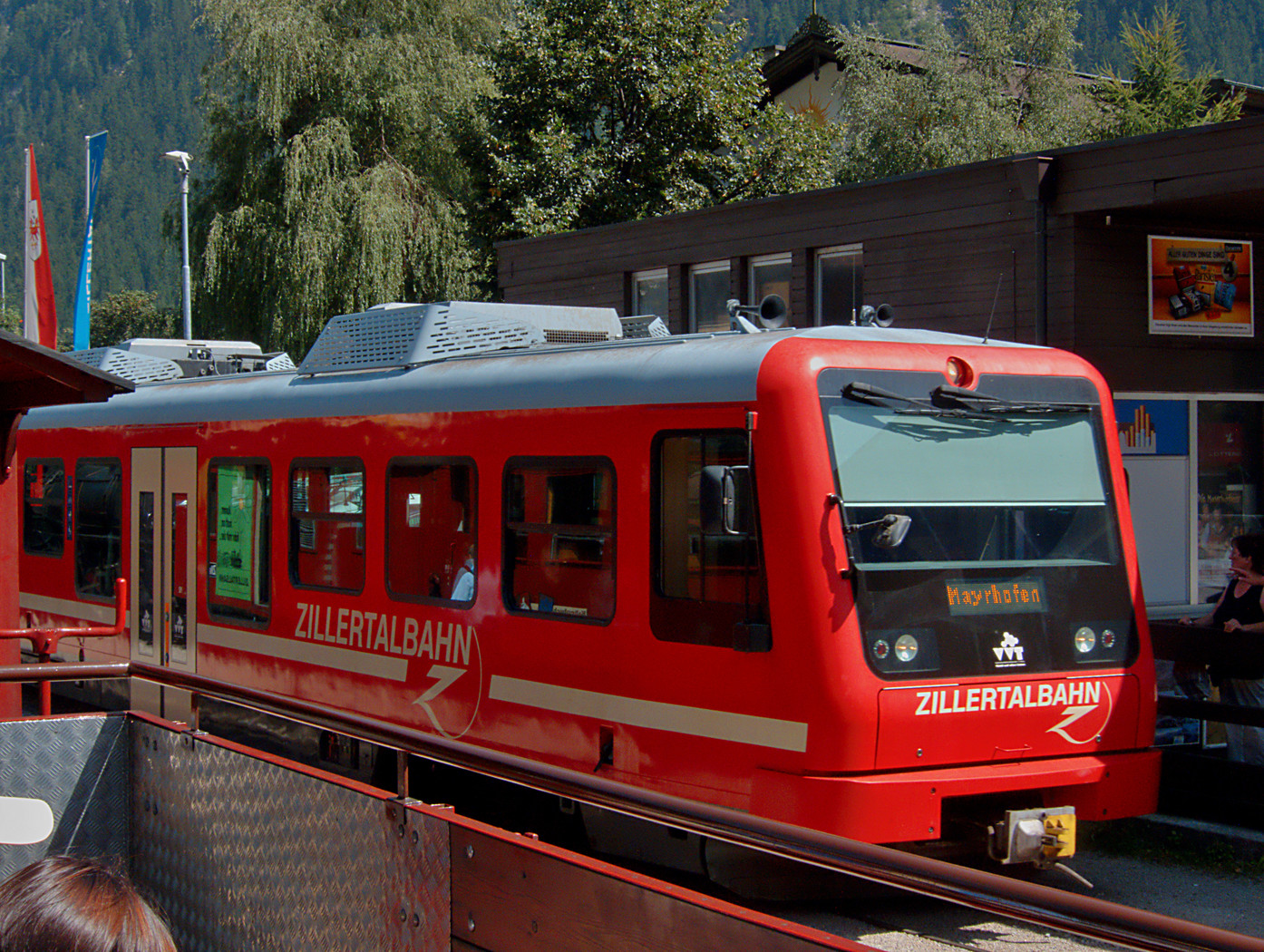
VS 7（2011年撮影）
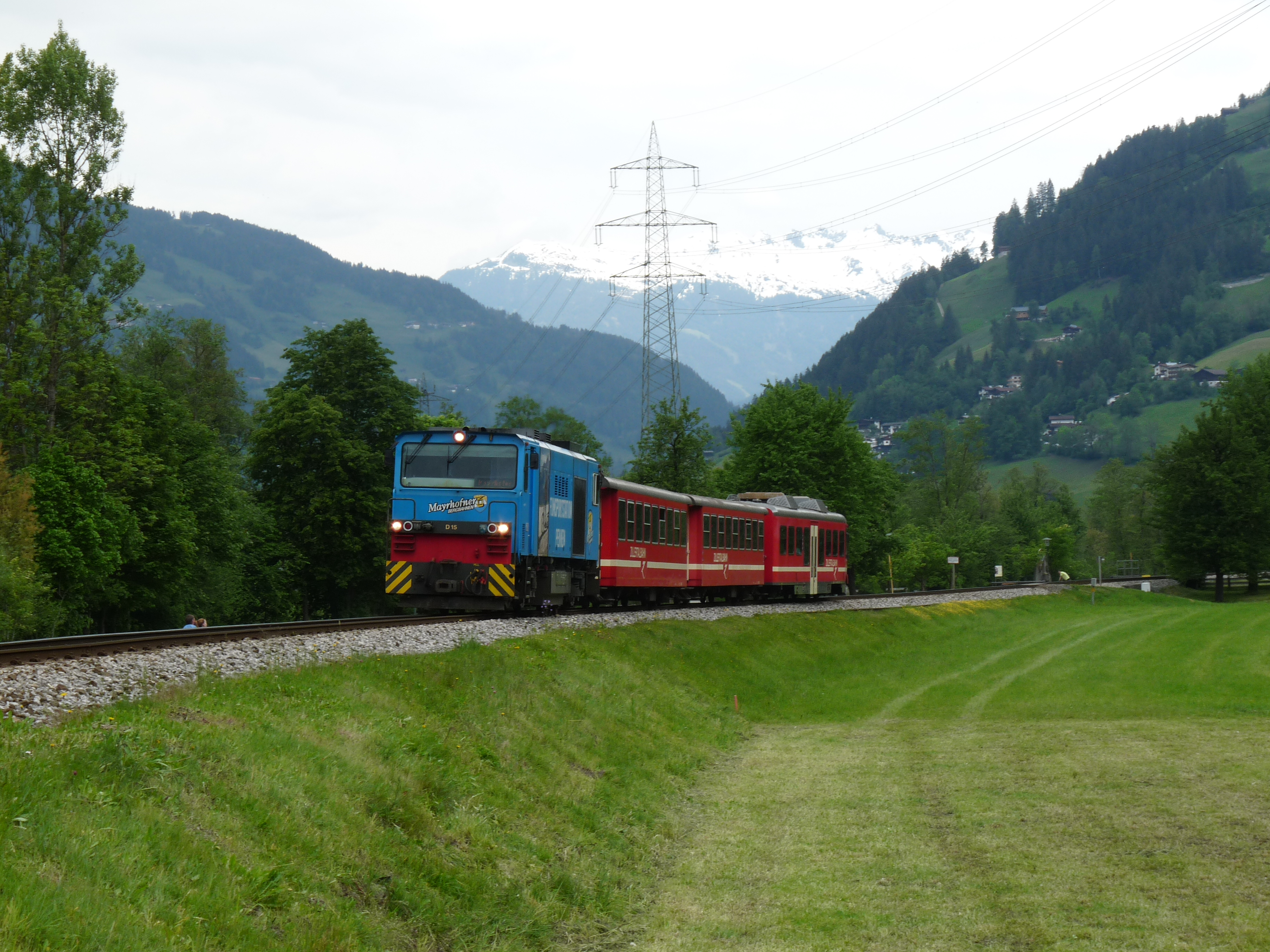
ディーゼル機関車に牽引される低床客車（後方、2019年撮影）

## 同型車両

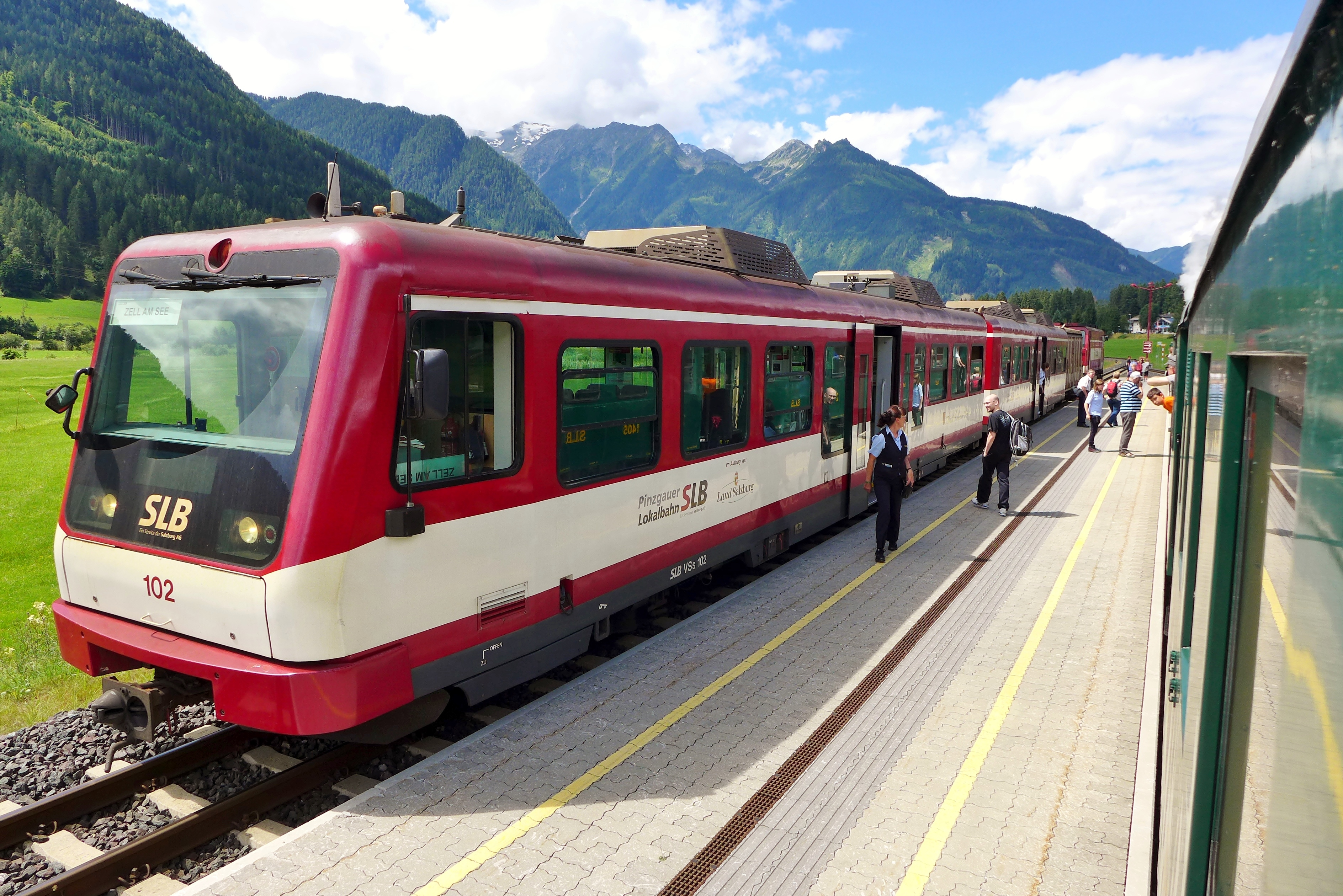
VSs 102（2014年撮影）

2022年現在ザルツブルク公社（Salzburg AG）によって運営されているピンツガウ地方線には、2008年から2009年にかけてツィラータール鉄道の低床客車と同型の制御客車3両（VSs 101 - 103）、中間客車2両（VBs 201・202）が導入されている。これらの車両は元々オーストリア連邦鉄道がツィラータール鉄道と共に発注したもので、2008年にザルツブルク公社へ運営権が移管された事により同事業者による導入が行われた経歴を持つ。

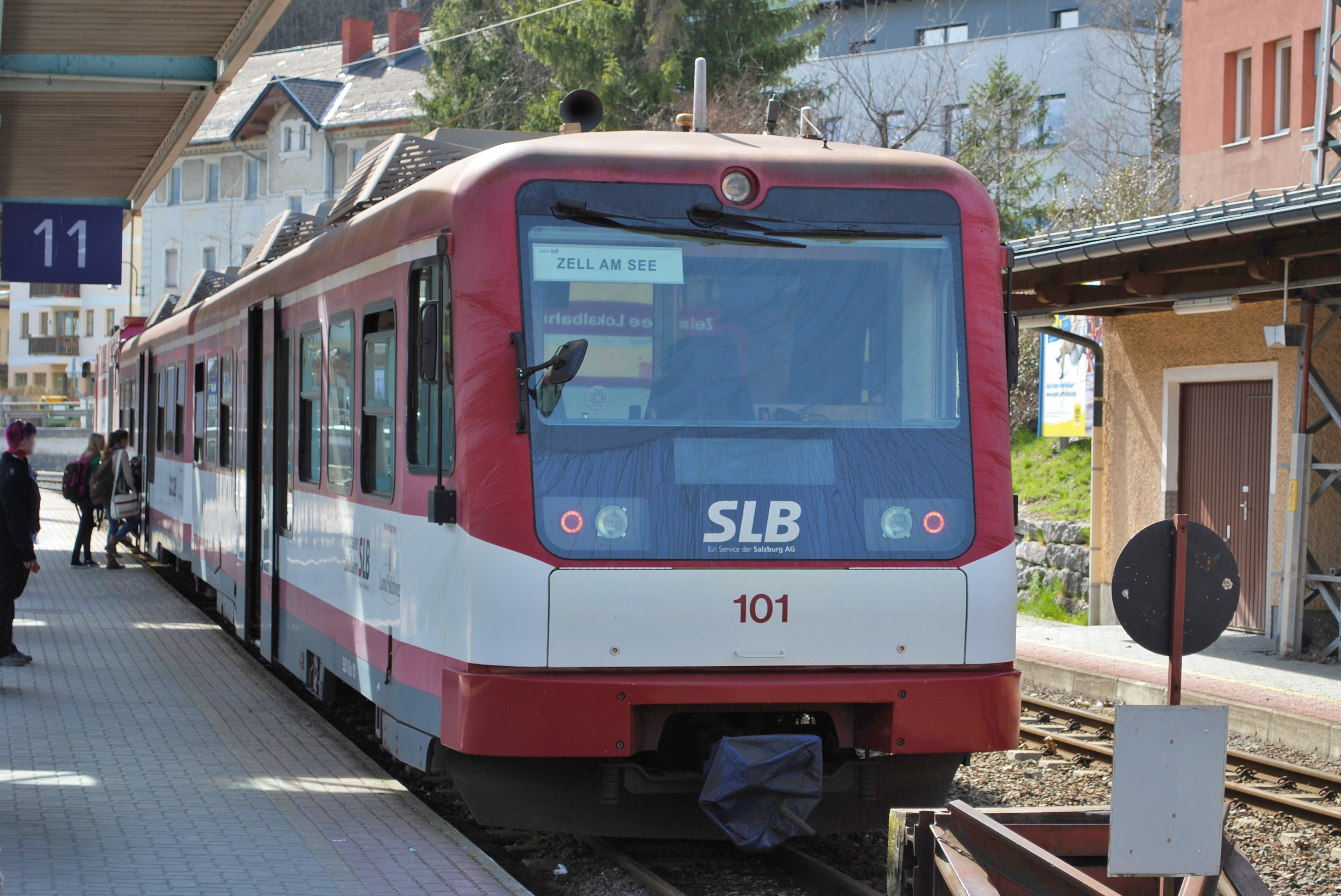
VSs 101（2014年撮影）
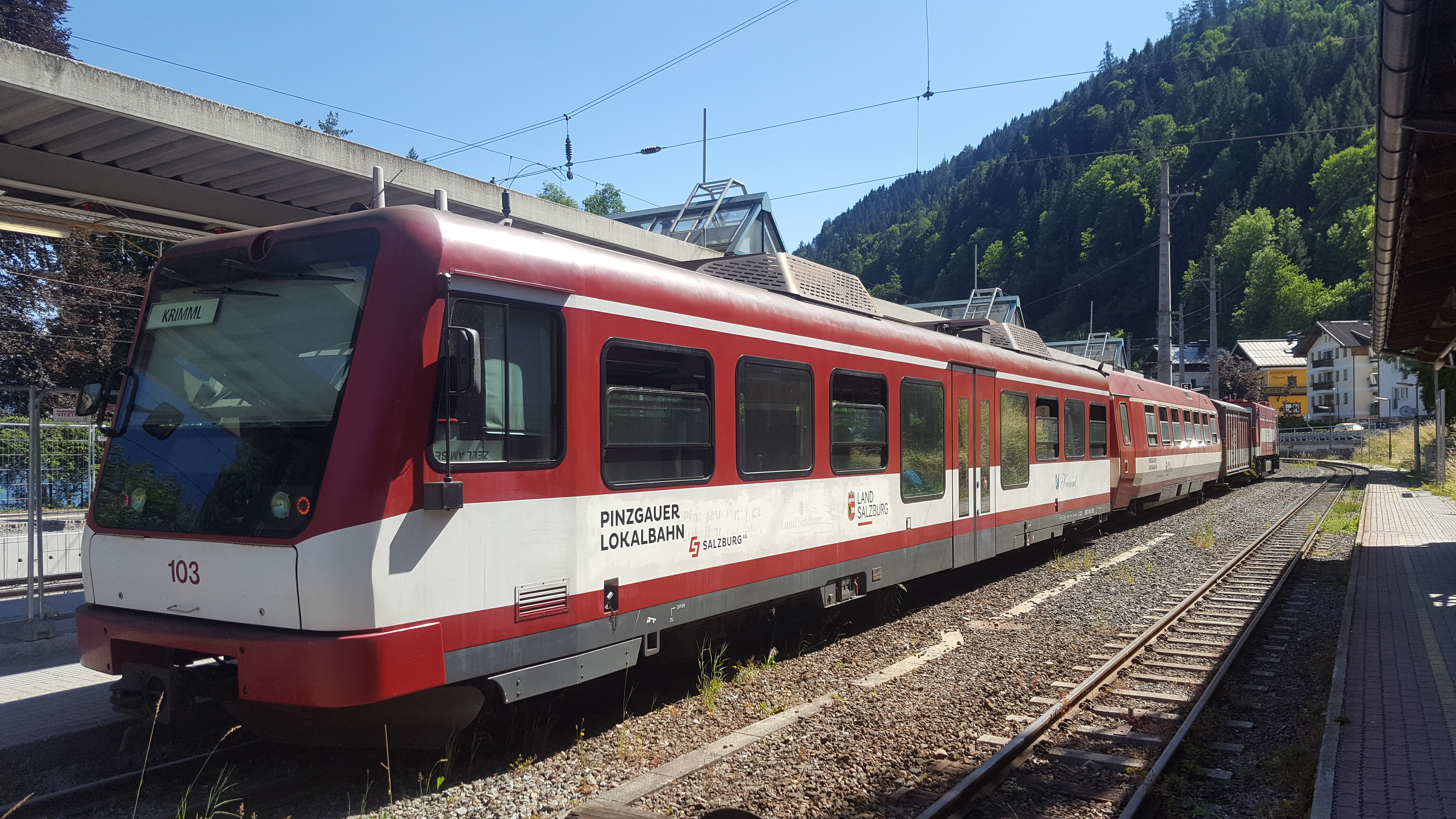
VSs 103（2019年撮影）
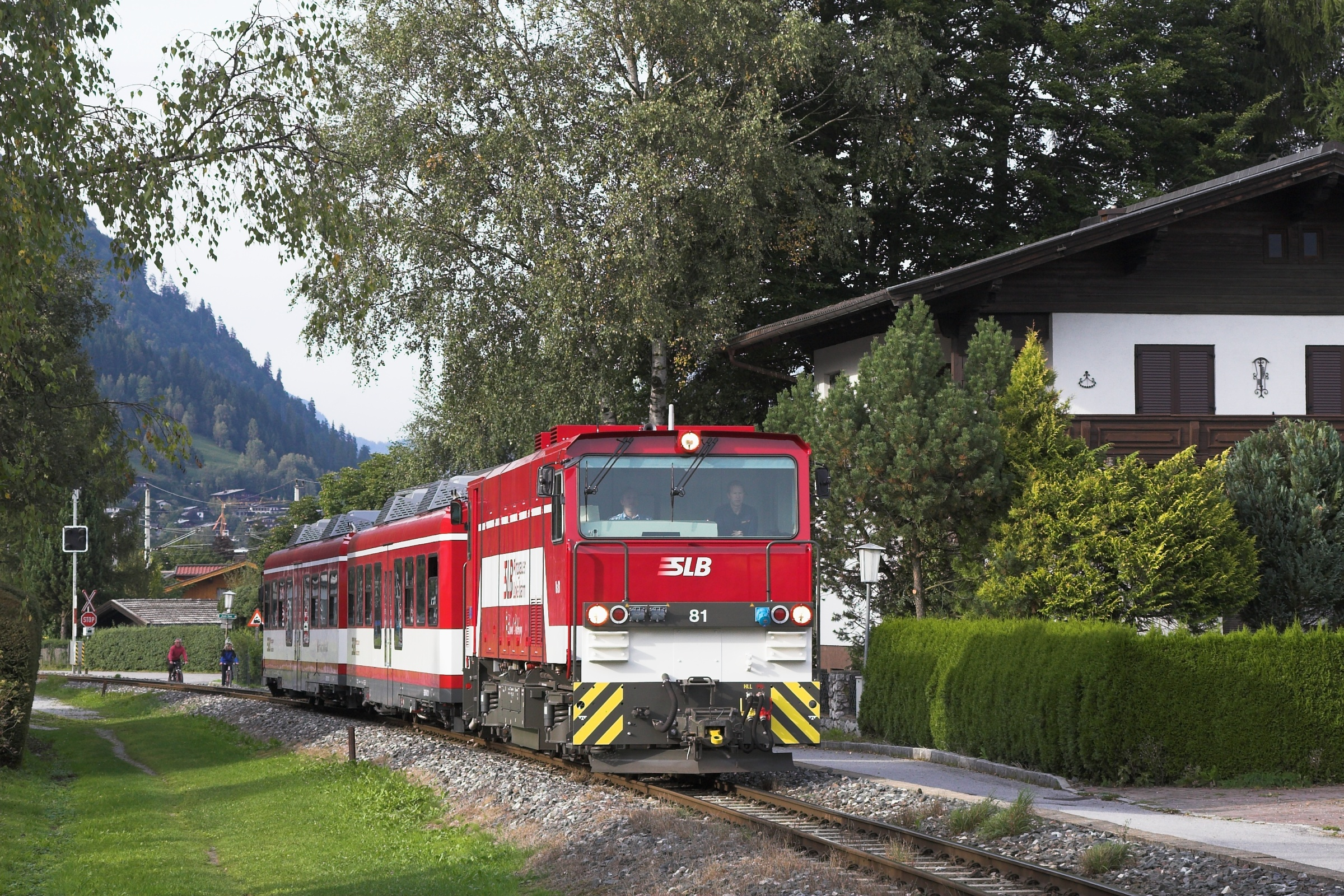
ディーゼル機関車に牽引される低床客車（2008年撮影）